# Langenstein (Autriche)
Langenstein est une commune autrichienne du district de Perg en Haute-Autriche.